# Kuća Burovića
Kuća Burovića je zaštićena graditeljska baština grada Perasta. Nosi ime po mjesnoj hrvatskoj pomoračkoj obitelji Burovića. Namjena je stambena. U blizini su palača Bujović i crkva sv. Ivana Krstitelja. Nalazi se u zapadnom dijelu Perasta, u Penčićima, u drugom redu zgrada od obale.